# Observation météorologique

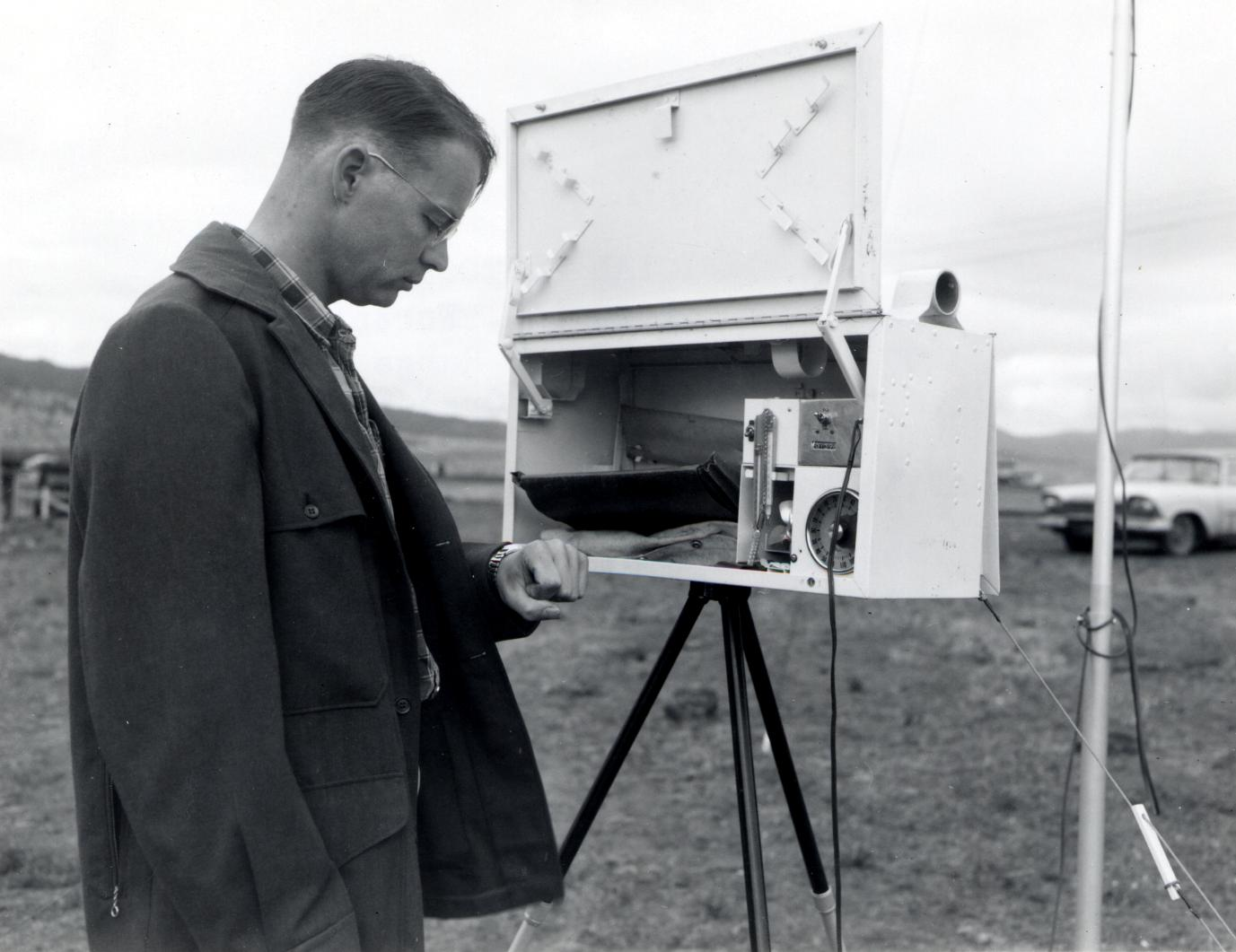
Observateur prenant une mesure météorologique.

Une observation météorologique est une mesure quantitative ou une observation qualitative d'un ou de plusieurs éléments météorologiques, par exemple la pression atmosphérique, l’occurrence de précipitations de pluie ou de neige, etc. La prise de ces données doit être accompagnée de sa position géographique et du moment où elle s'est produite. La somme de ces observations constitue la veille météorologique mondiale et permet de connaître l'état de l'atmosphère, de la surface des océans et du manteau neigeux afin d'analyser son état actuel, ce qui servira pour la prévision météorologique et l'analyse des climats.

## Histoire
Dès l'Antiquité, l'observation des phénomènes météorologiques est important pour l'agriculture et plusieurs civilisations ont développé des observations astronomiques et climatiques à cette fin. Ces observations étaient le plus souvent des textes purement descriptifs écrits dans des journaux personnels, des livres de bord de navire et autres chroniques. En 1654, sous les conseils du jésuite Luigi Antinori, Ferdinand II de Médicis inaugura le premier réseau météorologique mondial coordonné par la Société météorologique de Florence (stations à Florence, Bologne, Parme, Milan, Innsbruck, Osnabrück, Paris et Varsovie qui utilisent de manière harmonisée le thermomètre florentin, premier thermomètre à alcool développé par les physiciens de l'Accademia del Cimento).
Tous les réseaux d'observations qui se sont ensuite développés jusqu'au milieu du XIXe siècle étaient indépendants. Une information météorologique cruciale pouvait donc ne pas être transmise. Ceci était particulièrement important en mer. Le principal promoteur d'échanges internationaux serait l'Américain Matthew Fontaine Maury. En 1853, une première conférence des représentants de dix pays se réunit à Bruxelles pour formaliser une entente et normaliser le codage des données météorologiques. En 1873, l'Organisation météorologique internationale a été fondée à Vienne par les pays ayant un service météorologique. Des normes ont été développées par la suite pour standardiser les paramètres décrits, les unités de mesure et la fréquence de collection venant de positions régulières à travers le monde.
Ces observations prise à la surface sont cependant en nombre limité et la répartition des stations météorologiques est assez inégale. Ainsi les déserts, les océans et les pays pauvres sont peu couverts. De nos jours, les données des stations automatiques, des radiosondages, des radars et des satellites météorologiques, ainsi que les réseaux de détecteur de la foudre et d'autres tentent du compléter en 3 dimensions, la mesure des phénomènes météorologiques,.

## Description
Les observations de surface portent la couverture nuageuse, le vent, la température, l'humidité relative, les obstacles à la visibilité comme la brume, le brouillard ou les précipitations, la formation de givre, etc. grâce à des instruments homologués. Les observations en altitude des mêmes items se font avec des radiosondes et des catasondes, par le sondage par micro-ondes avec les radars et plusieurs capteurs sensibles à différentes longueurs d'onde montés sur les satellites.
Les instruments sont standardisés et les emplacements doivent correspondre à des critères spécifiques afin que les observations soient comparables. Ainsi, les thermomètres sont testés pour leur exactitude dans des conditions qui peuvent aller de très grandes chaleurs aux froids arctiques, les radars doivent utiliser des longueurs d'onde précises et avoir le moins de blocages dans leur champ de vision, les capteurs des satellites doivent être calibrés avec des stations terrestres.

Pointage des différents paramètres sur une carte météorologique.
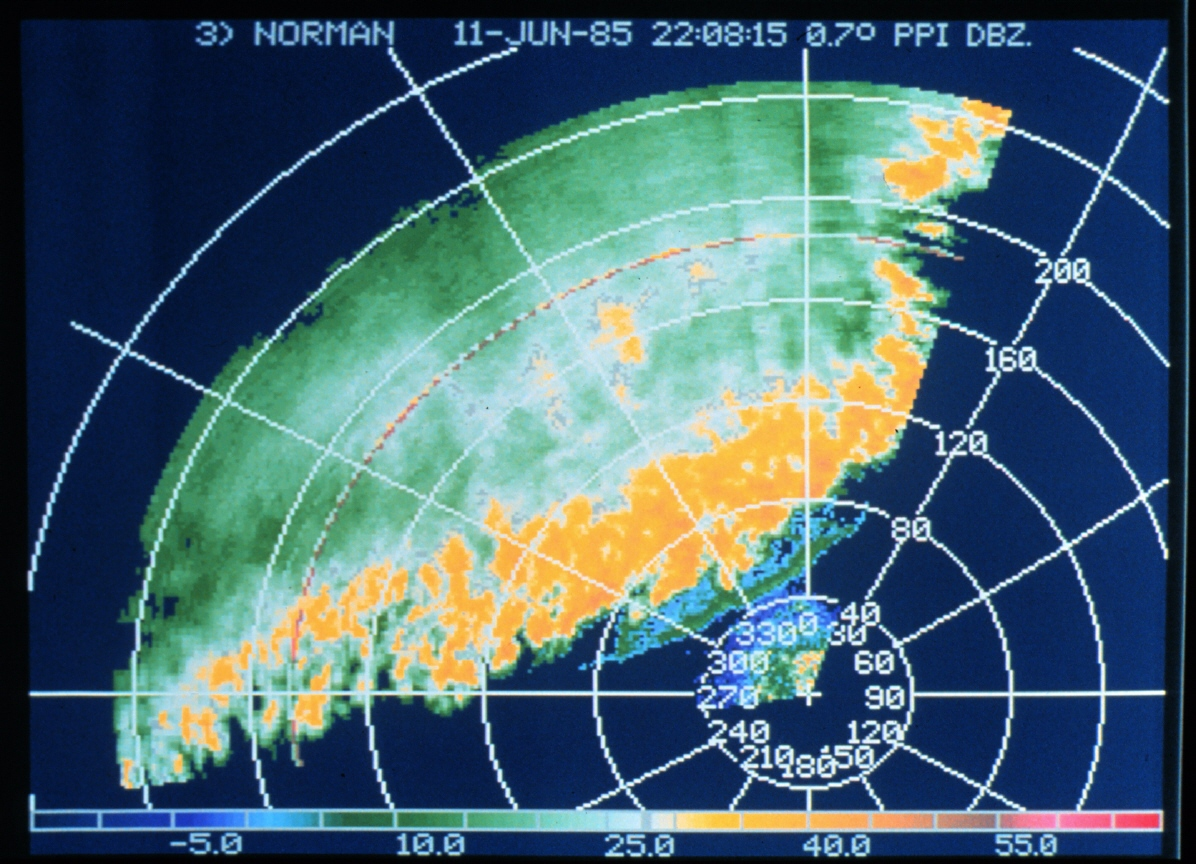
Image radar d'un front d'orages en réflectivité (en dBZ), vu sur affichage radar PPI.
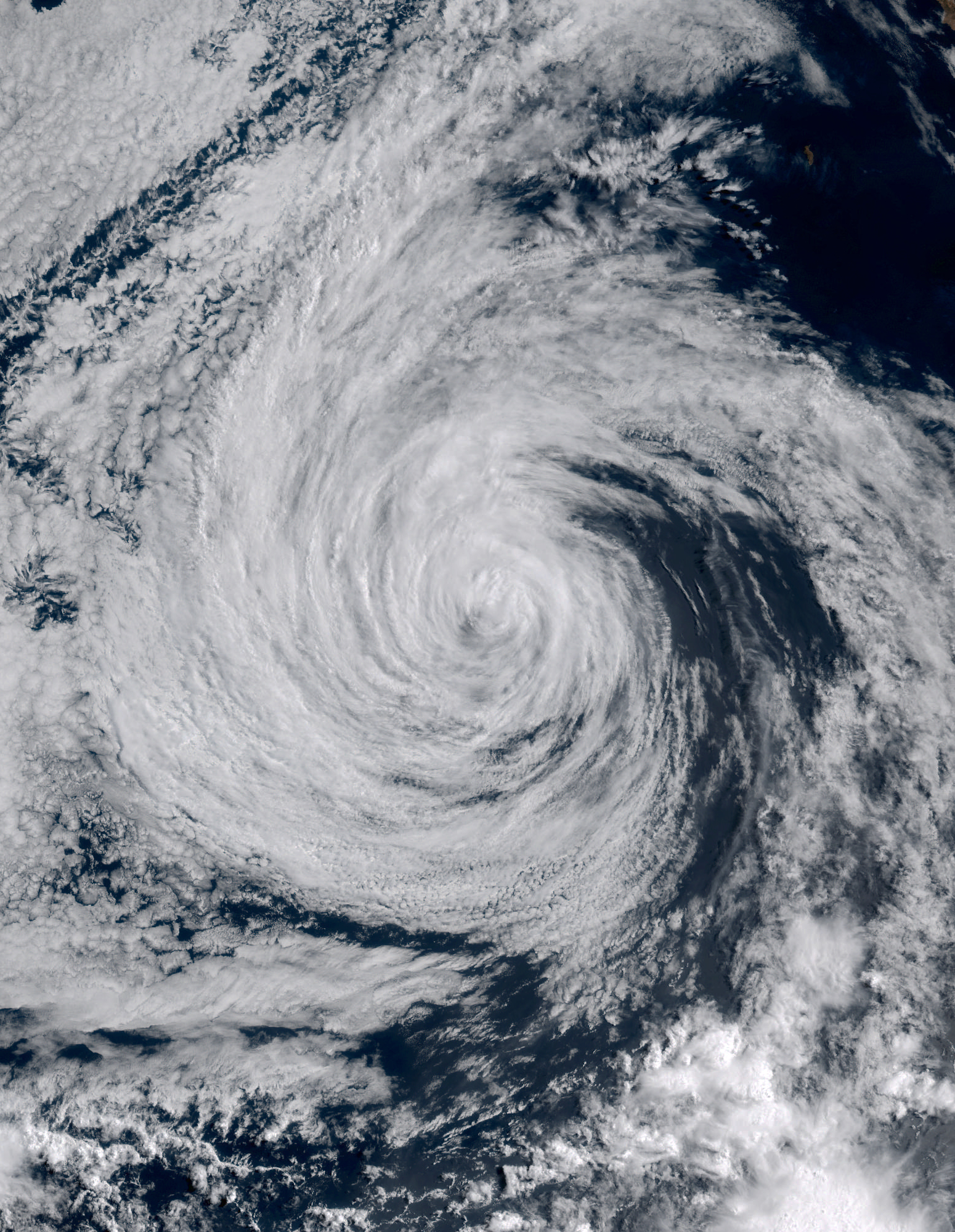
Photo satellite d'un cyclone tropical.
Carte des coups de foudre en Europe.
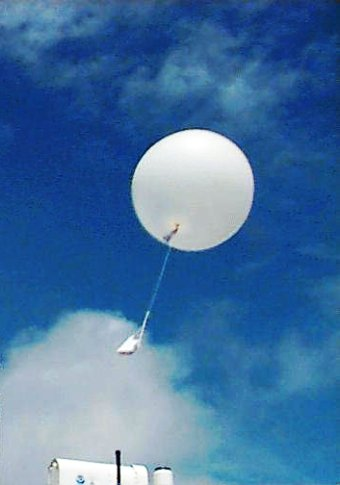
Ballon avec radiosonde pour effectuer un radiosondage.

## Dissémination
Aujourd'hui, les observations météorologiques sont enregistrées via un réseau de stations météorologiques au sol, de navires en mer, de stations de radiosondage, de radars et satellites réparties dans le monde entier et opérés par les services météorologiques nationaux et par certains privés. Certaines stations emploient des observateurs météorologiques formés et d'autres des stations automatiques. Les observations météorologiques sont le plus souvent codées (ACARS, METAR, code SYNOP, PIREP, etc.) et distribuées par lignes téléphoniques, internet, ondes courtes et satellites de télécommunication.
Ainsi au Canada, il y a plus de 350 stations qui fournissent leurs observations en surface au moins une fois l'heure. Plus de 2 000 observateurs météorologiques bénévoles rapportent aussi des observations climatologiques sur les températures quotidiennes minimales et maximales, sur les précipitations et sur les caractéristiques générales des conditions météorologiques.